# Rifugio Giovanni e Olinto Marinelli
Das Rifugio Giovanni e Olinto Marinelli (auch kurz Rifugio Marinelli, Marinellihütte) ist der höchstgelegene alpine Stützpunkt in den Karnischen Alpen in Friaul-Julisch Venetien. Die Berghütte liegt auf 2120 m s.l.m. Höhe, unterhalb der Hohen Warte, nahe der Forcella Moraret, mit Blick auf Timau, auf dem Gemeindegebiet von Paluzza und nahe der Staatsgrenze von Italien zu Österreich.

## Geschichte
Das auf der Ostseite des Passes Furcella Moraret 1901 errichtete und mehrfach umgebaute Bauwerk wurde nach dem ersten Präsidenten der Società Alpina Friulana, dem Geologen und Geographen Giovanni Marinelli, und nach dessen Sohn Olinto Marinelli benannt, der ebenfalls Präsident der SAF war.
Das ursprüngliche Gebäude war gemauert und hatte etwa 5 × 9 Meter Grundfläche. Es bot Platz für zwölf Alpinisten und einen Bergführer. Als dreizehn Jahre nach der Eröffnung der Erste Weltkrieg ausbrach, begann eine von 1914 bis 1922 dauernde Unterbrechung der Aktivität des Rifugio. Im Jahr 1927 starb der Präsident der Società Alpina Friulana Olinto Marinelli. Bei der folgenden Versammlung der SAF wurde beschlossen, den zu seinem Andenken gesammelten Betrag in die Marinellihütte zu investieren und diese in Ricovero Giovanni Marinelli e Olinto Marinelli umzubenennen, um hierdurch die fünfzigjährige Arbeit für den Alpinismus durch Marinelli zu bewahren.
Das Gebäude wurde 1927 um einen Flügel erweitert. Hierdurch wurden Küche und Aufenthaltsraum getrennt und ein weiterer Schlafraum hinzugefügt. Die Einweihung erfolgte am 2. September 1928.
In der Nachkriegszeit nahm der Tourismus zu. Unter anderem wurde auch das Rifugio Marinelli mit seinen 25 Lagerplätzen und sieben Etagenbetten ein beliebtes Ausflugsziel in der Provinz Udine.
Weitere umfassende Renovierungsmaßnahmen erfolgten im Jahr 1974. Im Jahr 1985 wurde die Küche verlegt, um der Theke als Anpassung an die größer werdende Anzahl an Tagesgästen gegenüber den Übernachtungsgästen mehr Raum zu geben. Bei den letzten Umbaumaßnahmen im Jahr 2001 wurde eine Übernachtungskapazität von 50 Betten erreicht und eine große Panoramaterrasse errichtet. Das dreigeschossige Gebäude ist in Massivbauweise aus Stein errichtet.

### Zugang
- Obwohl sich die Hütte auf dem Gemeindegebiet von Paluzza befindet, ist sie einfacher von Forni Avoltri erreichbar. Durch den Ortsteil Collina und weiter bis zum Rifugio Tolazzi führt eine asphaltierte Straße, an deren Ende sich ausreichend Parkplätze befinden. Ein Fußweg von zwei Stunden führt von dort zum Rifugio Marinelli.
- Von Paluzza aus zunächst über Timau in Richtung des Passo di Monte Croce Carnico über die Staatsstraße, führt der anschließende Fußweg in zweieinhalb Stunden zum Rifugio.
- Vom Rifugio Chiadinas wird die Hütte, den Gipfel des Monte Crostis, die Forcella Plumbs und den Monte Floriz überschreitend, in circa zweieinhalb Stunden erreicht.
- Vom Rifugio Lambertenghi-Romanin über den Volaia-Pass und den Spinotti-Weg, Trittsicherheit erforderlich, in circa einer Stunde.

## Aufstiege
- Hohe Warte (2780 m), zwei Stunden, Trittsicherheit notwendig
- Kellerspitzen (2769 m), mit Wegmarkierung 711, Kletterpassagen UIAA I und II
- Kollinkofel (2689 m)